# Gamskogel (Sulztalkamm)
Der Gamskogel ist ein Berg im Sulztalkamm der Stubaier Alpen östlich von Längenfeld in Tirol mit einer Höhe von 2813 m ü. A. Er ist der Hausberg von Längenfeld.
Erreichbar ist er vom Plateau des Weilers Burgstein (1452 m ü. A.) über das Plattegg (2110 m ü. A.) als mittelschwere Bergtour, oder von Gries im Sulztal über die Nisslalm und die Gasse (eine weitere Alm). Beide Steige erreichen in vielen Kehren über den Nordostsporn den Gipfel mit Gipfelkreuz.